# ColorForth

colorForth — диалект языка программирования Форт, созданный Ч. Муром во второй половине 1990-х гг. Цвета в нём несут семантическую нагрузку, заменяя некоторые часто употребляемые слова.
colorForth изначально создавался Муром как язык сценариев для своей САПР СБИС OKAD, с помощью которой он разрабатывает специальные Форт-процессоры. Поэтому язык гораздо ближе к машинному языку Форт-процессоров, чем к распространённым стандартным реализациям Форта.
Язык содержит собственную операционную систему размером 63 Кб. Практически все хранится в исходных кодах и компилируется по мере необходимости. На данный момент colorForth ограничен PC-совместимыми машинами с процессорами Pentium и поддерживая базовые возможности материнских плат, AGP видеокарт, дисковой подсистемы и сетевого оборудования.
Расцветка названия colorForth не случайна. Название языка служит простым примером кода на этом языке. Красные слова начинают определение, зелёные — компилируются в текущее определение. В стандартном Форте выражение color Forth записывается в виде:
```
 : color forth ;
```

colorForth иногда подвергается критике за использование цвета как непригодного для программистов, страдающих дальтонизмом. Ч. Мур заявляет, что цвет — всего один из способов отображения языка. Один из написанных им документов по colorForth напечатан в чёрно-белом виде с использованием курсива и типографских эффектов для представления исходного кода.

## Внешние ссылки
- https://colorforth.github.io/
- архив списка рассылки colorForth
- Machine Forth и colorForth
- www.inventio.co.uk/cfdos.htm  — colorForth downloader / source reader
- more colorForth links
- Color Forth wiki
- http://sourceforge.net/projects/colorforth/ — colorForth code repository and joint development effort